# آمان
اداره اطلاعات نظامی اسرائیل موسوم به «آمان» رکن اطلاعات ستاد کل نیروهای دفاعی اسرائیل است. آمان از سازمان‌های تأثیرگذار بر سیاست دفاعی اسرائیل است.
امان در سال ۱۹۵۰ زمانی که اداره اطلاعات از ستاد کل ارتش اسرائیل جدا شد، تأسیس گردید. اداره اطلاعات عمدتاً از اعضای سابق سرویس اطلاعاتی هاگانا تشکیل شده بود. امان یک سرویس مستقل است و بخشی از نیروهای زمینی، دریایی یا هوایی نیست.
این سرویس، همراه با موساد و شاباک، یکی از نهادهای اصلی و بزرگترین مؤلفه جامعه اطلاعاتی اسرائیل است. این سرویس شامل: شاخه جنگ سایبری یگان ۸۲۰۰، شاخه ارزیابی اطلاعات سپاه اطلاعات اسرائیل، یگان اطلاعات انسانی واحد ۵۰۴، یگان فناوری مخفی واحد ۸۱ و دوره آموزشی برنامه هاواتزالوت است. واحد عملیات ویژه آن، واحد شناسایی ستاد کل است.